# María Almena Carrasco
María Almena Carrasco (Puertollano, 26 de junio de 1981) es una bioquímica española especializada en inmunología, biología celular y biología molecular.  

## Trayectoria
María Almena es licenciada en Química por la Universidad de Castilla-La Mancha en 2002 y licenciada en Bioquímica por la Universidad Autónoma de Madrid en 2004. Se doctoró en bioquímica por la Universidad Autónoma de Madrid en 2010 con una tesis sobre la Función del diacilglicerol en el desarrollo, activación y homeostasis de las células T  y trabajó como investigadora en el Centro Nacional de Biotecnología del Consejo Superior Investigaciones Científicas (CSIC) hasta 2013. Es investigadora en el Instituto Pasteur de París.

### Activismo
Es una de las impulsoras de Marea Granate un colectivo que trabaja contra las causas y problemáticas de la emigración de la juventud española. Ella misma tuvo que salir de España en febrero de 2013 por falta de oportunidades para los científicos por el "desmantelamiento que se está llevando a cabo en la I+D".
También se ha manifestado públicamente en contra de la "cultura de la Transición",y a favor de un referéndum sobre la monarquía basándose en el Artículo 92 de la Constitución Española: "Las decisiones políticas de especial trascendencia podrán ser sometidas a referéndum consultivo de todos los ciudadanos".